# Øster Jølby
Øster Jølby is een plaats in de Deense regio Noord-Jutland, gemeente Morsø. De plaats telt 649 inwoners (2008).